# Xastilia
Xastilia là một chi ốc biển, là động vật thân mềm chân bụng sống ở biển trong họ Muricidae, họ ốc gai.

## Các loài
Các loài thuộc chi Xastilia bao gồm:
- Xastilia kosugei Bouchet & Houart, 1994[2]